# Rinorea riana
Rinorea riana là một loài thực vật có hoa trong họ Hoa tím. Loài này được Kuntze miêu tả khoa học đầu tiên năm 1891.